# Жуль Паппарт
Жуль Паппарт (фр. Jules Pappaert, 5 листопада 1905, Сен-Жіль — 30 грудня 1945) — бельгійський футболіст, що грав на позиції захисника, зокрема, за клуб «Уніон Сент-Жілуаз», а також національну збірну Бельгії.
Триразовий чемпіон Бельгії. 

## Клубна кар'єра
У футболі дебютував 1930 року виступами за команду «Уніон Сент-Жілуаз», в якій провів вісім сезонів, взявши участь у 176 матчах чемпіонату.  Більшість часу, проведеного у складі «Уніона», був основним гравцем захисту команди. За цей час тричі виборював титул чемпіона Бельгії.
1938 року перейшов до клубу «Анген Спорт», за який відіграв 7 сезонів. Завершив професійну кар'єру футболіста у 1945 році.

## Виступи за збірну
1932 року дебютував в офіційних матчах у складі національної збірної Бельгії. Протягом кар'єри у національній команді провів у її формі 4 матчі.
Був присутній в заявці збірної на чемпіонаті світу 1934 року в Італії, але на поле не виходив.
Помер 30 грудня 1945 року на 41-му році життя після серцевого нападу.
З 1953 року за ініціативою Жака Лекока (газета «Les Sports»), щорічно нагороджується трофеєм імені Паппарта один клуб з трьох найвищих бельгійських дивізионів, що досяг найдовшої серії ігор без поразок. 

## Титули і досягнення
- Чемпіон Бельгії (3):

«Уніон Сент-Жілуаз»: 1932-1933, 1933-1934, 1934-1935